# Лесная Поляна (Винницкая область)
Лесная Поляна (укр. Лісна Поляна) — посёлок, входит в Гайсинский район Винницкой области Украины.
Население по переписи 2001 года составляло 0 человек. Почтовый индекс — 23700. Телефонный код — 04334. Занимает площадь 0,005 км². Код КОАТУУ — 520882212.

## Местный совет
23751, Вінницька обл., Гайсинський р-н, с.Зятківці, вул.Леніна,10